# Federico Magallanes
Gerardo Federico Magallanes González (ur. 22 sierpnia 1976 w Montevideo) – urugwajski piłkarz występujący na pozycji napastnika.

## Kariera klubowa
Federico Magallanes zawodową karierę rozpoczynał w 1994 roku w CA Peñarol. Rozegrał dla niego 34 ligowe spotkania, po czym w 1996 roku przeniósł się do grającej w Serie A Atalanty BC. W barwach "Nerazzurrich" Magallanes pełnił rolę rezerwowego, a po spadku zespołu do Serie B urugwajski piłkarz postanowił zmienić klub. W 1998 roku został zawodnikiem Realu Madryt, jednak pobyt w ekipie "Królewskich" okazał się dla Federico zupełnie nieudany. Wychowanek Peñarolu nie wystąpił w żadnym meczu i odszedł do Racingu Santander. W drużynie "Verdiblancos" także nie zachwycał i w 2001 roku trafił do urugwajskiego klubu Defensor Sporting, gdzie w 31 ligowych pojedynkach 21 razy wpisał się na listę strzelców. W tym samym roku Magallanes podpisał kontrakt z zespołem SSC Venezia, z którym zajął osiemnastą lokatę w tabeli pierwszej ligi i spadł do Serie B. Po zakończeniu ligowych zmagań urugwajski gracz trafił do Torino FC, z którym także nie udało mu się utrzymać w Serie A. W 2004 roku Magallanes przeniósł się do Hiszpanii. Przez krótki okres reprezentował barwy Sevilla FC, by w późniejszym czassie grać w drugiej drużynie Albacete Balompié oraz w SD Eibar. W letnim okienku transferowym w 2006 roku urugwajski napastnik przeszedł do francuskiego Dijon FCO. Wystąpił w siedmiu ligowych meczach i razem z zespołem uplasował się na ósmym miejscu w Ligue 2. W 2007 roku zdecydował się zakończyć karierę. W 2008 roku wznowił ją i w sezonie 2008/2009 grał w hiszpańskiej drużynie Mérida UD.

## Kariera reprezentacyjna
W reprezentacji Urugwaju Magallanes zadebiutował 20 września 1995 w spotkaniu przeciwko Izraelowi. W 2002 roku Víctor Púa powołał go na mistrzostwa świata. Na mundialu tym Urugwajczycy zajęli trzecie miejsce w swojej grupie i odpadli z turnieju. Federico na boiskach Korei Południowej i Japonii pełnił rolę rezerwowego. W przegranym 1:2 meczu z Danią w 87 minucie zastąpił Darío Rodrígueza, a w zremisowanym 0:0 pojedynku przeciwko Francji w 60 minucie zmienił Darío Silvę. Po mistrzostwach Magallanes zakończył reprezentacyjną karierę. Łącznie dla drużyny narodowej rozegrał 26 spotkań, w których strzelił sześć bramek.